# U-121 (1940)
U-121 – niemiecki okręt podwodny (U-Boot) typu II B z okresu II wojny światowej. Okręt wszedł do służby w 1940 roku. Wybrani dowódcy: Oblt. Adalbert Schnee, Oblt. Freiherr Egon Reiner von Schlippenbach, Ltn. Otto Westphalen.

## Historia
Okręt nigdy nie uczestniczył w działaniach bojowych. Służył jako jednostka szkolna i treningowa kolejno w U-Bootschulflotille w Neustadt, 21., 24, 31. Flotylli U-Bootów.
Okręt został zatopiony przez własną załogę 2 (5?) maja 1945 roku w Bremerhaven (operacja Regenbogen). Podniesiony w 1950 roku i złomowany.